# 普奇爾卡 (格尼奇斯克區)
46°19′23″N 35°3′12″E / 46.32306°N 35.05333°E
普奇爾卡（烏克蘭語：Пчілка）是位於烏克蘭南部的村莊，由赫爾松州海尼切斯克區的海尼切斯克市镇負責管轄。該村始建於1891年，面積10.5平方公里，海拔高度5米，2001年人口45，人口密度每平方公里4.3人。